# Desmodoridae
Desmodoridae is een familie van rondwormen (Nematoda) die behoren tot de orde Desmodorida. Het bestaat uit de volgende onderfamilies:
- Desmodorinae
- Pseudonchinae
- Spiriniinae
- Stilbonematinae

Het bevat de volgende geslachten: Acanthopharyngoides – Acanthopharynx – Alaimonema – Bolbonema – Centonema – Chromaspirina – Croconema – Desmodora – Desmodorella – Echinodesmodora – Eubostrichus – Metachromadora – Onepunema – Onyx – Papillonema – Paradesmodora – Parallelocoilas – Perspiria – Polysigma – Psammonema – Pseudochromadora – Pseudodesmodora – Pseudometachromadora – Pseudonchus – Sibayinema – Sigmophoranema – Spirinia – Spirodesma – Stygodesmodora – Zalonema